# Ćapati

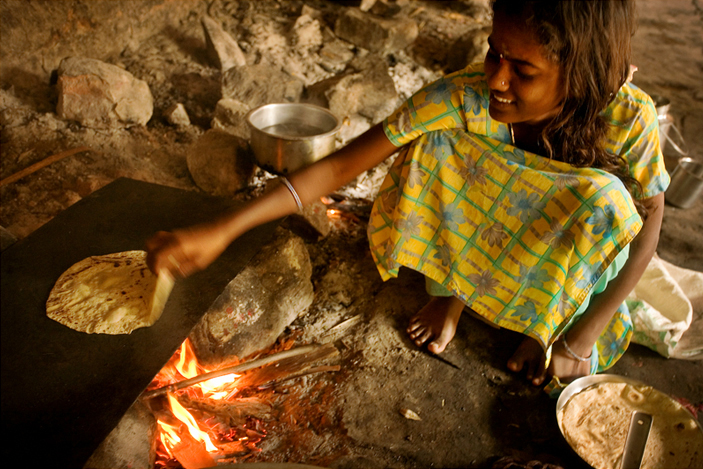
Pieczenie chapati

Ćapati, czapati lub chapati (marathi: पोळी (poli), चपाती (ćapati), hindi: चपाती, urdu: چپاتی, wymowa IPA: cəpa:t̪i) – okrągłe cienkie placuszki z przaśnego ciasta z mąki pszennej; podstawa kuchni w południowej Azji, zwłaszcza w Indiach i Pakistanie oraz wschodniej Afryce. Wykonane są z mąki pszennej, wody i soli. Ćapati piecze się na gorącym kamieniu lub na wypukłym metalowym naczyniu tava. Na koniec trzyma się przez chwilę nad wolnym ogniem, aż na powierzchni placuszka utworzą się rumiane bąble. Placki smaruje się sklarowanym masłem ghee. Ćapati używa się jako sztućców, nabierając nimi jedzoną potrawę. 
Odmiana z dodatkiem mąki kukurydzianej lub mączki z soczewicy nazywa się roti.